# Copaxa canella
Copaxa canella is een vlinder uit de onderfamilie Saturniinae van de familie nachtpauwogen (Saturniidae).
De wetenschappelijke naam van de soort is voor het eerst geldig gepubliceerd door Francis Walker in 1855.

## Ondersoorten
- Copaxa canella canella
- Copaxa canella miranda Lemaire, 1971[1]
  - holotype: "male, I.1964"
  - instituut: MNHN, Parijs, Frankrijk
  - typelocatie: "Bolivia, Cochabamba, Carrasco, Siberia, 1650 m"